# Leptusa gracilis
Leptusa gracilis är en skalbaggsart som först beskrevs av Sachse 1852.  Leptusa gracilis ingår i släktet Leptusa och familjen kortvingar. Inga underarter finns listade i Catalogue of Life.